# Theater im Zimmer (Hamburg)
Das Theater im Zimmer ist ein 1948 gegründetes Privattheater in Hamburg-Harvestehude. Spielstätte ist seit 1952 eine klassizistische Villa nahe der Alster, die unter Denkmalschutz steht.

## Geschichte
Das „Theater im Zimmer“ wurde 1948 von Helmuth Gmelin als „Zimmerbühne“ mit einer Aufführung von Friedrich Hebbels Maria Magdalena begründet. Die ersten Aufführungen fanden in der eigenen Wohnung im Dachgeschoss eines Mietshauses in Harvestehude statt. Die Schauspieler kamen häufig aus Gmelins eigener Schauspielschule. Die engen Räumlichkeiten waren für viele Theaterstücke ungeeignet, ein Umzug in eigene Räume wurde notwendig.
Nach dem Umzug in die Villa an der Alsterchaussee 30 wurde die neue Spielstätte im Mai 1952 mit dem Eingebildeten Kranken von Molière eingeweiht. Nach dem Tod von Helmuth Gmelin im Jahre 1959 übernahm seine Tochter Gerda Gmelin das Theater. Sie war gleichzeitig Intendantin, Regisseurin und Schauspielerin. Es wurden zahlreiche zeitkritische und avantgardistische Stücke aufgeführt, die zu einem guten Ruf des Theaters führten. Das kleine Ensemble konnte regelmäßig durch Verpflichtung anderer Schauspieler, die an Hamburger Bühnen tätig waren, ergänzt werden. Sonntags fanden musikalische Frühschoppen in den Räumen des Theaters statt. 1984 hatte das Musical Elvis von Regina Leßner seine Uraufführung im Theater im Zimmer.
Nach Streichung der Subventionen von zuletzt 680.000 DM pro Jahr durch die Kulturbehörde des Hamburger Senats stellte das Theater 1999 den Spielbetrieb ein. Es bestand zudem ein erheblicher Renovierungsbedarf, und Gerda Gmelin war aufgrund ihres Alters nicht mehr in der Lage, das Theater weiterzuführen. Programm und Spielbetrieb waren von ihrer Persönlichkeit geprägt gewesen. Eine Nachfolge in der Intendanz konnte nicht gefunden werden.
Das Haus wurde 2002 verkauft und vom neuen Eigentümer renoviert. 2004 folgte die Wiedereröffnung mit der Inszenierung von Tamara, einem Bühnenstück von John Krizanc über die Malerin Tamara de Lempicka. In dem Theater gibt es regelmäßig Theater- und Musik-Veranstaltungen sowie Lesungen, außerdem wird das Gebäude von der benachbarten Hochschule für Musik und Theater Hamburg für Proben, Aufführungen und Seminare genutzt.
Intendantin und geschäftsführende Gesellschafterin des Theaters ist die Hamburgerin Martha Kunicki.

## Gebäude
Die klassizistische Villa an der Alsterchaussee 30 wurde 1829 durch den Kaufmann Christian Gerhard Schwieger erbaut, Architekt oder Baumeister sind nicht bekannt. Mitte des 19. Jahrhunderts kaufte der Kapitän und Reeder Victor von Graefe (1826–1889) die Villa, um dort selbst zu leben. Er war der Bruder von Albrecht von Graefe. Die Architekten Hans und Oskar Gerson zeichneten 1926 für einen Umbau verantwortlich. Seit 1947 steht das Haus unter Denkmalschutz.
Den Umbau zum Theater erfolgte 1952 nach Plänen von Georg Wellhausen. 1963 wurde das Haus nach Befall von Wänden und Balken mit Schwamm und Hausbock grundsaniert.
2003 erwarb ein Hamburger Unternehmer das Haus für knapp 1,5 Millionen Euro von der Stadt Hamburg, nachdem ein Gebot von Helmut Greve nicht den Zuschlag erhalten hatte. Der neue Eigentümer ließ den Boden im Keller um einen Meter absenken, um dort nutzbare Räume zu schaffen. Das Dach wurde als Wohnung mit separatem Eingang ausgebaut.

## Schauspieler
Bei Helmuth Gmelin gaben viele seiner Schauspielschüler ihr Debüt. Daneben gelang es ihm und auch später seiner Tochter für die Laufzeit eines Stückes andere Schauspieler zu verpflichten, die Engagements in Hamburg hatten. Hierzu zählen unter anderem:
- Mita von Ahlefeldt
- Marie Bäumer, 1995
- Carla Becker
- Sibylle Bertsch, 1986–1987
- Edgar Bessen, 1986
- Brigitte Beyeler, 1997 in Weibsteufel
- Emilia Blumenberg, 1992
- Peter Heinrich Brix
- Hans Daniel, 1950
- Michael Dangl, 1984
- Til Erwig
- Ulrich Faulhaber
- Helga Feddersen, Debüt 1949 mit Ostern von Strindberg
- Hubert Fichte
- Boy Gobert
- Lutz Herkenrath
- Hans Irle, Debüt 1948
- Gerda-Maria Jürgens
- Hartmut Kollakowsky
- Hans Peter Korff, 1990 in Urfaust
- Konrad Krauss, 1984
- Uli Krohm
- Heinz Lieven, Debüt 1948
- Michael Lott
- Günter Lüdke
- Eduard Marks, 1950–1952
- Joosten Mindrup, Debüt 1991
- Alexander Pelz
- Jean-Pierre Le Roy; 1988–1989, 1997–1998
- Utz Richter, Debüt 1953
- Matthias Röhe
- Susanne Ruppel
- Walter Ruppel
- Julia Schmidt, 1998
- Jens Scheiblich, 1984
- Horst Stark
- Nikolaus Timm; 1986, 1988–1989
- Henry Vahl
- Peter Weis, 1990
- Ulrich Wildgruber

## Regisseure

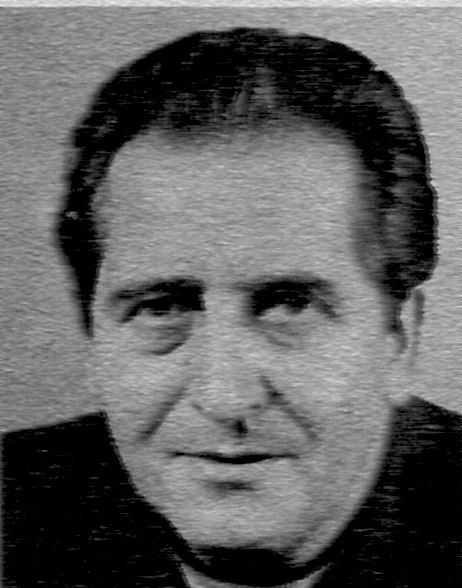
Bohdan Denk

- Hans Neuenfels: Baal von Bertolt Brecht, 1967
- Günther Rennert
- Hartmut Uhlemann
- Wolfgang Kraßnitzer
- Bohdan Denk
- Christoph Roethel
- Kay Neumann
- Hans-Peter Kurr